# Henrik Bredberg
Paul Henrik Bredberg, född 3 augusti 1962, är en svensk journalist, ledarskribent och författare, som sedan 1995 arbetar som ledarskribent och -krönikör på den oberoende liberala tidningen Sydsvenskan i Malmö. Folkpartiets tidning Tidningen Nu utsåg honom till svensk mästare i politik 2006.